# Hungarotex
A  magyar Hungarotex Külkereskedelmi Vállalat története 1946-tól 1995-ig terjed.

## Profilja
Mint textiltermékek  külkereskedelmével foglalkozó nagyvállalat volt, amely méteráruval, divatcikkekkel, darabárukkal, népművészeti cikkekkel is foglalkozott.

## Története
A Hungarotex az egyik legrégebbi magyar külkereskedelmi vállalat volt, amely különböző néven és szervezeti formában már 1946. óta működött, 1949-től Hungarotex néven a József nádor tér 5-6-os épületben. 1956-ban a Darabáru Főosztályból alakult meg a MODEX, mely az Andrássy út 112-be, majd a 10-be költözött. Ugyanekkor vált ki a cégből az Importex is, amely csak textilimporttal foglalkozott. 1965-ben, a Szép utca 2  alatti, a környezetéhez nem eléggé alkalmazkodó  üveg-alumínium székház felépülése után ismét egyesült az 1956-ban szétvált két cég és az "anyacég" , Hungarotex néven.
A nagyvállalat fő célkitűzései, az összefüggő export-import folyamatok egy vállalaton belüli összekapcsolása, a koordinált külpiaci fellépés és az egységes külpiaci hálózat kialakítása voltak.
A Hungarotex a maga idejében  elsőként hozta létre az ipar és a külkereskedelem érdekeinek összehangolását célzó külkereskedelmi irodát (Pamutipari Külkereskedelmi Iroda 1983.) A külkereskedelmi elszámolások rendszerében a bizományosi formával szemben túlsúlyba kerültek a közös érdekeltségen alapuló szerződések.
A Hungarotex kiterjedt ügynöki hálózata mellett (cca. 100 ügynök)
10 piacon volt saját illetve vegyes vállalata (Anglia, Franciaország, Hollandia, Belgium, Olaszország, NSZK, Spanyolország, USA, Kanada, Kuvait) továbbá 9 piacon működtetett vállalati irodát (Líbia, Irak, Algéria, Svédország, Japán, Ausztria, Szovjetunió, Lengyelország, Jugoszlávia.
4 további országban (Szudán, Pakisztán, NDK, Csehszlovákia) más külkereskedelmi vállalattal, illetve a KKM-mel (Külkereskedelmi Minisztérium) közösen tartott fent irodát.
Vietnamban a termelési feladatok (bérmunka)lebonyolítására szakértőket foglalkoztatott. (Ho Shi Minh város)